# Claus Oefner

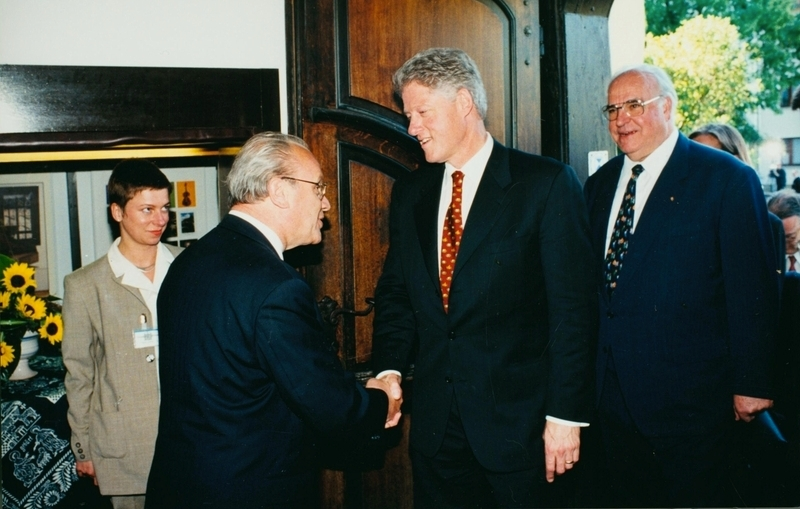
Claus Oefner begrüßt Bill Clinton und Helmut Kohl im Eisenacher Bachhaus, 1998

Claus Oefner (* 26. Mai 1938 in Themar; † 3. Mai 2017 in Berlin) war ein deutscher Musikwissenschaftler.

## Werdegang
Claus Oefner besuchte die Luther-Oberschule (heute Martin-Luther-Gymnasium) in Eisenach. Er studierte an der Hochschule für Musik Franz Liszt in Weimar Musikpädagogik und später Musikwissenschaft an der Martin-Luther-Universität Halle-Wittenberg. Dort wurde er 1975 zum Dr. phil. promoviert. Von 1960 bis 1988 arbeitete Oefner als Musiklehrer an der Liselotte-Hermann-Schule in Eisenach. Ab 1988 war er zwei Jahre lang als Musik-Dramaturg am Landestheater Eisenach beschäftigt. Hiernach war er vom 1. Oktober 1990 bis zum 30. April 2002 Direktor des Bachhauses Eisenach. 
Oefner publizierte zur Bachfamilie, zu Georg Philipp Telemann sowie zur Musikgeschichte Thüringens. Er begründete die Eisenacher Telemann-Tage. Er war Vorsitzender der Thüringer Bachwochen und Gründungspräsident der Ständigen Konferenz Mitteldeutsche Barockmusik in Sachsen, Sachsen-Anhalt und Thüringen. Außerdem war er Vizepräsident des Landesmusikrates Thüringen sowie dessen Ehrenmitglied.

## Ehrungen
- Georg-Philipp-Telemann-Preis der Landeshauptstadt Magdeburg (1999)
- Bundesverdienstkreuz am Bande (30. August 1999)[3]